# Teatro Metropólitan
Teatro Metropolitan é um teatro localizado na Cidade do México, palco de diversas atrações, como peças de teatro, shows musicas, apresentações de dança e etc. É o local do Festival Internacional de Jazz da Cidade do México.
Foi inaugurado em 8 de Setembro de 1943, com o nome de Cine Metropolitan, e capacidade de 3.900 pessoas, porém, nos anos 50, por medidas de segurança, sua capacidade foi reduzida para 3.600 lugares, e em 1971 foi para 3.000 lugares.
No ano de 1985, foi fechado para o público, e em 1995 foi dado início a uma restauração no local, e então ele foi devolvido no dia 18 de Dezembro de 1996, com o nome de Teatro Metropolitan.
O local é considerado um patrimônio histórico.

## Shows
- 2004: Ha*Ash - Ha*Ash Tour
- 2005: RBD - Tour Generación
- 2005: Ha*Ash - Mundos Opuestos Tour
- 2005: Reik - Reik Tour
- 2008: Ha*Ash - Habitación Doble Tour
- 2010: Anahí - Mi Delirio World Tour
- 2011: Carlos Baute - Amarte Bien Tour
- 2011: Paty Cantú - Tour Afortunamente No Eres Tu
- 2014: Maite Perroni - Eclipse de Luna Tour
- 2017: Dulce María - DM World Tour
- 2018: Paulo Londra - Leonesconflow Tour
- 2018: Daniel Boaventura - Show Daniel Boaventura
- 2018: Dulce María - Orígen Tour